# Cordillera de San Luís (Paraguay)
La Cordillera de San Luis es un grupo de cumbres, cerros, elevaciones y colinas que se desprende de la Cordillera del Amambay hasta las costas del Río Paraguay, abarcando los departamentos de Concepción y Amambay de la República del Paraguay. Su extensión es aproximadamente 220 kilómetros de este a oeste. Las cumbres que forman parte de ellas son los cerros Corá, Memby, Pytá, Medina, Vallemí, Sarambí, Siete Puntas , y entre otras colinas. Este subsitema orográfico forma parte del macizo de la gran Meseta Brasileña.